# No Limit (bài hát của 2 Unlimited)
"No Limit" là một bài hát của nhóm nhạc Eurodance Hà Lan 2 Unlimited nằm trong album phòng thu thứ hai của họ, No Limits! (1993). Nó được phát hành vào tháng 1 năm 1993 như là đĩa đơn đầu tiên trích từ album bởi Byte Records. Bài hát được viết lời và sản xuất bởi Phil Wilde và Jean-Paul De Coster, với sự tham gia hỗ trợ đồng viết lời từ hai thành viên của nhóm Ray Slijngaard và Anita Dels. Tại Vương quốc Anh, bài hát đã loại bỏ những đoạn rap của Slijngaard, và chỉ bao gồm phần thể hiện của Dels.
Sau khi phát hành, "No Limit" đã gặt hái những thành công vượt trội về mặt thương mại, đứng đầu các bảng xếp hạng ở hầu hết những thị trường nó xuất hiện như Áo, Bỉ, Đan Mạch, Phần Lan, Pháp, Ireland, Ý, Hà Lan, Na Uy, Bồ Đào Nha, Tây Ban Nha, Thụy Điển, Thụy Sĩ và Vương quốc Anh, và lọt vào top 10 ở những quốc gia khác như Úc, Đức và Hy Lạp. Tính đến nay, nó đã bán được 2.8 triệu bản trên toàn cầu và trở thành một trong những bản Eurodance nổi tiếng nhất thế giới. Tại Việt Nam, bài hát gây nên sự chú ý với kỷ lục về số từ "no" được lặp lại, và ngay lập tức trở nên nổi tiếng khi được phát liên tục trên nhiều kênh truyền hình, radio và vũ trường.
Video ca nhạc cho "No Limit" được đạo diễn bởi Nick Burgess-Jones, trong đó nhóm thể hiện bài hát và nhảy múa trong khung cảnh của một máy pinball. Để quảng bá bài hát, 2 Unlimited đã trình diễn nó trên nhiều chương trình truyền hình và lễ trao giải lớn, bao gồm Top of the Pops và Giải thưởng Âm nhạc Thế giới năm 1993. Đây được xem là bài hát trứ danh trong sự nghiệp của nhóm, và xuất hiện trong nhiều album tuyển tập và phối lại của họ, bao gồm Hits Unlimited (1995), Best Hits (1995) và Best Unlimited (1998). Bài hát cũng được hát lại và sử dụng làm nhạc mẫu bởi một số nghệ sĩ như Bob Sinclar và beFour.

## Danh sách bài hát
Đĩa 7" tại Anh quốc
1. "No Limit" - 3:15
2. "No Limit" (Automatic Breakbeat phối lại) - 4:45

Đĩa CD tại châu Âu và Anh quốc
1. "No Limit" - 3:15
2. "No Limit" (bản phối mở rộng) - 5:40
3. "No Limit" (Automatic phối lại) - 4:54
4. "No Limit" (Rio and Le Jean phối lại) - 3:53
5. "No Limit" (Automatic Breakbeat phối lại) - 4:45

## Xếp hạng
| Bảng xếp hạng (1993)                | Vị trí cao nhất |
| ----------------------------------- | --------------- |
| Úc (ARIA)                           | 7               |
| Áo (Ö3 Austria Top 40)              | 1               |
| Bỉ (Ultratop 50 Flanders)           | 1               |
| Canada Dance/Urban (RPM)            | 2               |
| Đan Mạch (Tracklisten)              | 1               |
| Châu Âu (European Hot 100 Singles)  | 1               |
| Phần Lan (Suomen virallinen lista)  | 1               |
| Pháp (SNEP)                         | 1               |
| Đức (Official German Charts)        | 2               |
| Hy Lạp (IFPI)                       | 2               |
| Ireland (IRMA)                      | 1               |
| Ý (FIMI)                            | 1               |
| Hà Lan (Dutch Top 40)               | 1               |
| Hà Lan (Single Top 100)             | 1               |
| New Zealand (Recorded Music NZ)     | 40              |
| Na Uy (VG-lista)                    | 1               |
| Bồ Đào Nha (AFP)                    | 1               |
| Tây Ban Nha (AFYVE)                 | 1               |
| Thụy Điển (Sverigetopplistan)       | 1               |
| Thụy Sĩ (Schweizer Hitparade)       | 1               |
| Anh Quốc (OCC)                      | 1               |
| Hoa Kỳ Dance Club Songs (Billboard) | 21              |

| Bảng xếp hạng (1993)                 | Vị trí |
| ------------------------------------ | ------ |
| Australia (ARIA)                     | 30     |
| Austria (Ö3 Austria Top 40)          | 4      |
| Belgium (Ultratop 50 Flanders)       | 7      |
| Canada Dance/Urban (RPM)             | 26     |
| Denmark (Tracklisten)                | 5      |
| Europe (European Hot 100 Singles)    | 1      |
| Germany (Official German Charts)     | 5      |
| Italy (FIMI)                         | 42     |
| Netherlands (Dutch Top 40)           | 3      |
| Netherlands (Single Top 100)         | 2      |
| Norway Spring Period (VG-lista)      | 7      |
| Norway Winter Period (VG-lista)      | 4      |
| Switzerland (Schweizer Hitparade)    | 4      |
| UK Singles (Official Charts Company) | 4      |

| Bảng xếp hạng (1990–99)    | Vị trí |
| -------------------------- | ------ |
| France (SNEP)              | 94     |
| Netherlands (Dutch Top 40) | 34     |

## Chứng nhận
| Quốc gia                                                                           | Chứng nhận | Số đơn vị/doanh số chứng nhận |
| ---------------------------------------------------------------------------------- | ---------- | ----------------------------- |
| Úc (ARIA)                                                                          | Vàng       | 35.000^                       |
| Áo (IFPI Áo)                                                                       | Vàng       | 25.000*                       |
| Pháp (SNEP)                                                                        | Vàng       | 357,000                       |
| Đức (BVMI)                                                                         | Vàng       | 250.000^                      |
| Hà Lan (NVPI)                                                                      | Bạch kim   | 75.000^                       |
| Thụy Sĩ (IFPI)                                                                     | Bạch kim   | 50.000^                       |
| * Chứng nhận dựa theo doanh số tiêu thụ. ^ Chứng nhận dựa theo doanh số nhập hàng. |            |                               |